# Gran Premi Wolber
El Gran Premi Wolber va ser un cursa ciclista que s'organitzà a França durant els anys vint del segle xx.
Aquesta cursa fou considerada com una mena de Campionat del món de ciclisme no oficial, ja que sols hi eren convidats a participar els tres millors classificats de les principals curses de França, Itàlia, Bèlgica i Suïssa. La primera edició d'aquesta cursa es disputà el 1922. La creació del Campionat del món de ciclisme suposà una progressiva pèrdua de prestigi per aquesta cursa, que acabarà desapareixent el 1950.
El suís Henri Suter fou l'únic en aconseguir dues victòries.

## Palmarès
| Any  | Vencedor            | País    |
| ---- | ------------------- | ------- |
| 1922 | Henri Suter         | Suïssa  |
| 1923 | Émile Masson        | Bèlgica |
| 1924 | Costante Girardengo | Itàlia  |
| 1925 | Henri Suter         | Suïssa  |
| 1926 | Francis Pélissier   | França  |
| 1927 | Equip Alleluia      | França  |
| 1928 | Julien Vervaecke    | Bèlgica |
| 1929 | Alfred Hamerlinck   | Bèlgica |
| 1930 | Georges Ronsse      | Bèlgica |
| 1931 | Romain Gijssels     | Bèlgica |

| Any  | Vencedor           | País    |
| ---- | ------------------ | ------- |
| 1932 | Maurice Archambaud | Bèlgica |
| 1933 | Paul Chocque       | França  |
| 1934 | René Vietto        | França  |
| 1935 | Jean Fontenay      | França  |
| 1936 | Robert Tanneveau   | França  |
| 1937 | Maurice Cacheux    | França  |
| 1938 | Georges Naisse     | França  |
| 1939 | Victor Codron      | França  |
| 1948 | Abel Trouillet     | França  |
| 1949 | Roger Dequesne     | França  |
| 1950 | Severino Canavesi  | Itàlia  |